# Сандя
Сандя Куивалайнен (на фински: Sandhja Kuivalainen; родена на 16 март 1991 г.), известна професионално и само като Сандя, е финландска поп певица.
Тя представя Финландия в песенния конкурс Евровизия 2016 с песента „Sing It Away“. Сандя е родена в семейството на индо-гвианска майка и финландски баща.

## Кариера

### 2013 – 14:Gold
Сандя издава своя дебютен сингъл „Hold Me“ на 15 ноември 2013 г. като пилотен сингъл от нейния студиен албум. На 7 март 2014 тя издава „Gold“ като втори сингъл от нейния втори студиен дебютен албум. Тя издава своя дебютен студиен албум Gold на 23 май 2014 през Sony Music Entertainment Finland.

### 2015–:Евровизия
Сандя представя Финландия в песенния конкурс Евровизия 2016, откривайки първия полуфинал на 10 май 2016 в Ериксон Глоуб в Стокхолм, Швеция.

## Дискография

### Албуми
| Title | Details                                                                                           |
| ----- | ------------------------------------------------------------------------------------------------- |
| Gold  | - Издаден на: 23 май 2014 - Разпространител: Sony Music Entertainment Finland - Формат: Дигитален |

### Сингли

#### Като водещ изпълнител
| 2013                                                                          | „Hold Me“      | 18 | 12 | Gold            |
| 2014                                                                          | „Gold“         | –  | 71 | Gold            |
| 2015                                                                          | „My Bass“      | –  | —  | Freedom Venture |
| 2016                                                                          | „Sing It Away“ | 8  | 47 |                 |
| „—“ сингълът не е влязъл в класацията или не е бил издаден в съответен формат |                |    |    |                 |

#### Като гостуващ изпълнител
| Година | Заглавие                               | Албум     |
| ------ | -------------------------------------- | --------- |
| 2015   | „The Flavor“ (Brandon Bauer и Sandhja) | Versetile |